# SES Astra
SES Astra SA é uma corporação subsidiária da empresa SES, sediada em Betzdorf, Luxemburgo, que detém e opera satélites geoestacionários da série Astra (produzidos pela AstraTeck), transmitem aproximadamente 1100 canais analógicos, digitais e rádios através de 176 transponders, chegando à 91 milhões de consumidores em toda a Europa.
Criada em 1985 como Société Européenne des Satellites-Astra (SES), foi o primeiro operador europeu de satélite.
O primeiro cliente da empresa foi a Sky Television que comprou 4 transponders para os seus serviços em 1989. Os canais britânicos e irlandeses cessaram as suas transmissões no satélite 19.2 °Leste em Setembro de 2001, porém os seus canais digitais continuam a funcionar no satélite 28.2 °Leste, desde 1998.

## Detalhes dos satélites
A SES Astra opera doze satélites em três localizações orbitais, sete na posição 19.2 °Leste, três na posição 28.2 °Leste e dois na posição 23.5 °Leste 23.5°E.
| Satélite  | Posição                       | Fabricante               | Modelo           | Lançamento  | Veículo de lançamento | Comentários                                                |
| --------- | ----------------------------- | ------------------------ | ---------------- | ----------- | --------------------- | ---------------------------------------------------------- |
| Astra 1A  | Fora de serviço (Dez 2004)    | GE AstroSpace            | GE-4000          | 11 Dez 1988 | Ariane 44LP           |                                                            |
| Astra 1B  | Fora de serviço (Jul 2006)    | GE AstroSpace            | GE-5000          | 2 Mar 1991  | Ariane 44LP           |                                                            |
| Astra 1C  | 2° E, inclinado               | Hughes                   | HS-601           | 12 Mai 1993 | Ariane 42L            |                                                            |
| Astra 1D  | 52° E, inclinado              | Hughes                   | HS-601           | 1 Nov 1994  | Ariane 42P            | Descrito como "diagnosticador"                             |
| Astra 1E  | 31,2° E, inclinado            | Hughes                   | HS-601           | 19 Out 1995 | Ariane 42L            | Com capacidade reduzida após o lançamento do 1KR           |
| Astra 1F  | 55° E                         | Hughes                   | HS-601           | 8 Abr 1996  | Proton                | Usado pela Gazprom para cobrir a parte ocidental da Rússia |
| Astra 1G  | 31.5° E                       | Hughes                   | HS-601HP         | 2 Dez 1997  | Proton                | Com problemas de energia, opera com apenas 20 transponders |
| Astra 1H  | 52,2° E, inclinado            | Hughes                   | HS-601HP         | 18 Jun 1999 | Proton                |                                                            |
| Astra 1K  | Fora de serviço (25 Nov 2002) | Alcatel Space            | Spacebus 3000B3S | 25 Nov 2002 | Proton                | Falhou ao atingir a órbita                                 |
| Astra 1KR | 19.2° E                       | Lockheed Martin          | A2100            | 20 Abr 2006 | Atlas V               | Lançado após a falha do 1K                                 |
| Astra 1L  | 19.2°E                        | Lockheed Martin          | A2100            | 5 Mai 2007  | Ariane 5 ECA          |                                                            |
| Astra 1M  | 19.2°E                        | EADS Astrium             | Eurostar E3000   | 5 Nov 2008  | Proton                |                                                            |
| Astra 1N  | 22.8° E                       | Astrium                  | Eurostar-3000    | 6 Ago 2007  | Ariane 5 ECA          |                                                            |
| Astra 2A  | 28.2° E                       | Hughes                   | HS-601HP         | 30 Ago 1998 | Proton                |                                                            |
| Astra 2B  | 19.2° E                       | EADS Astrium             | Eurostar E2000+  | 14 Set 2000 | Ariane 5              |                                                            |
| Astra 2C  | 19.2 ° E                      | Hughes                   | HS-601HP         | 16 Jun 2001 | Proton                |                                                            |
| Astra 2D  | 28.2° E                       | Hughes                   | HS-376HP         | 19 Dez 2000 | Ariane 5              |                                                            |
| Astra 2E  | 28.2° E                       | EADS Astrium             | Eurostar-3000    | 29 Set 2013 | Proton-M              |                                                            |
| Astra 2F  | 28.2° E                       | EADS Astrium             | Eurostar-3000    | 28 Set 2012 | Ariane 5 ECA          |                                                            |
| Astra 2G  | 28° E                         | Airbus Defence and Space | Eurostar-3000    | 27 Dez 2014 | Proton-M              | Ativo                                                      |
| Astra 3A  | 23.5° E                       | Boeing                   | HS-376HP         | 29 Mar 2002 | Ariane 44L            |                                                            |
| Astra 3B  | 23.5° E                       | EADS Astrium             | Eurostar-3000    | 21 Mai 2010 | Ariane 5 ECA          |                                                            |
| Astra 4A  | 4.8° E                        | Alcatel Space            | Spacebus-4000C3  | 17 Nov 2007 | Proton-M              | Também conhecido por Sirius 4                              |
| Astra 4B  | 5° E                          | Space Systems/Loral      | LS-1300          | 9 Jul 2012  | Proton-M              | Antigo Sirius 5. Também conhecido por SES-5.               |
| Astra 5A  | Fora de serviço (16 Jan 2009) | Aerospatiale             | Spacebus-3000B2  | 12 Nov 1997 | Ariane 44L            | Também conhecido por Sirius 2 e GE-1E                      |
| Astra 5B  | 31.5° E                       | Airbus Defence and Space | Eurostar-3000    | 22 Mar 2014 | Ariane 5 ECA          | Ativo                                                      |

### Falhas
Astra 1K, o maior satélite de comunicação comercial na altura, foi encomendado pela SES Astra em 1997. Foi lançado por um foguete Proton em 26 de Novembro de 2002. O foguete descolou como planeado e atingiu a órbita, porém na fase final o foguete não conseguiu posicionar o satélite no seu local definitivo, deixando o satélite inutilizável. A única solução para o problema seria a utilização de um Ônibus espacial, entretanto a opção foi descartada. Em Dezembro de 2002 SES Astra deu indicações à Alcatel e à CNES para tirar de órbita o satélite, fazendo com que ele reentrasse sobre o Oceano Pacífico, causando a sua natural destruição.